# Marsange
Die Marsange ist ein Fluss in Frankreich, der im Département Seine-et-Marne in der Region Île-de-France verläuft. Sie entspringt im Waldgebiet Forêt domaniale de Crécy, im Gemeindegebiet von Villiers-sur-Morin, entwässert generell Richtung Südsüdwest durch die Landschaft Brie und mündet nach rund 30 Kilometern im Gemeindegebiet von Ozouer-le-Voulgis als rechter Nebenfluss in die Yerres.

## Orte am Fluss
(Reihenfolge in Fließrichtung)
- Villeneuve-le-Comte
- Neufmoutiers-en-Brie
- Favières
- Tournan-en-Brie
- Presles-en-Brie
- Liverdy-en-Brie
- Ozouer-le-Voulgis